# 労働農民党
労働農民党（ろうどうのうみんとう）は、戦前（第二次世界大戦、太平洋戦争以前）の日本の合法左派無産政党である。「労農党」の略称で広く知られている。

## 沿革

### 結成と右派・中間派の脱退
1926年（大正15年）3月5日に創立された。前年12月に結成された農民労働党が共産主義と繋がっているとの嫌疑で即日禁止されたことから、当初は左派を排除した形で結党されていた。中央執行委員長には日本農民組合委員長だった杉山元治郎が就任する。しかし、結党後に地方支部が組織されていく過程で左派が流入、親共産主義の立場を取る左派の地方党員と反共主義の立場を取る右派の幹部が対立し、1926年（大正15年）12月には右派が脱党して社会民衆党（委員長は安部磯雄）を結成した。相前後して中間派が日本労農党（後の委員長が麻生久）を結成した。労働農民党（委員長は大山郁夫）は左派が主導権を握った。三派が鼎立した。

### 第1回普通選挙での躍進
分裂後の労働農民党は大山郁夫委員長・細迫兼光書記長が指導し、対華非干渉・労働法制定などの運動を進めた。最初の普通選挙となった1928年（昭和3年）の第16回衆議院議員総選挙では権力の干渉は厳しく、香川県から立候補した大山郁夫陣営に対する弾圧は強烈をきわめた。このときの現地の運動員として、当時農民組合の指導にはいっていた後の小説家島木健作がいた。しかし、全国で無産政党最多の28万票を獲得し、京都府で水谷長三郎と山本宣治の2名の当選者を出して両者は日本初の社会主義政党の代議士となった。しかし山本は、治安維持法の改正案をめぐっての帝国議会での質疑で特別高等警察（特高）の拷問行為を暴露したこともあり、右翼からの反発を受け、議会開催中に右翼思想をもった青年に暗殺された。

### 結社禁止とその後
選挙直後の日本共産党員が大量に検挙される三・一五事件が起こり、共産党活動家が多く労農党からの立候補者として出馬していたことをもって、労農党は結社禁止処分となった。しかし結社禁止直後に大山・細迫らは「百度解散・百度結党」を掲げ「新党組織準備会」を結成、労農党再建をめざすことになった（そののち共産党系との対立を経て新労農党結党に至る）。
その後、労働農民党の流れは、中間派・右派に合流して社会大衆党に参加する者、労農無産団体協議会を経て左派の日本無産党に参加する者、日本共産党に参加する者と四分五裂したが、戦後はその多くが日本社会党を結成、社会党左派と呼ばれるグループを形成するに至った。

## 関連文献
- 麻生久『無産政党とは何ぞ:誕生せる労働農民党』思潮社、1926年。NDLJP:1018738
- 渡部徹 「労働農民党（労農党）」 『日本近現代史辞典』 東洋経済新報社、1978年
- 神田文人 「労働農民党」「労働農民党分裂問題」 『国史大辞典』第14巻 吉川弘文館、1993年
- 広川禎秀 「労農党」 『日本史大事典』第6巻 平凡社、1994年
- 岡本宏 「労働農民党」 『日本歴史大事典』第3巻 小学館、2001年